# Ponta Negra (Natal)
Ponta Negra é um bairro nobre da zona sul de Natal, capital do Rio Grande do Norte, no Brasil. Banhado pelo Oceano Atlântico, limita-se com o bairro de Capim Macio e o Parque das Dunas a norte; a oeste com o bairro de Neópolis e a sul com o município de Parnamirim. O nome "Ponta Negra" advém da grande quantidade de pedras escuras existentes na praia que dá nome ao bairro, onde se localiza o cartão-postal de Natal, o Morro do Careca. Foi oficializado como bairro pela lei municipal n° 4 327, de 5 de abril de 1993.
Uma das primeiras referências históricas locais é a descrição do período da ocupação holandesa, no século XVII, na Cartografia do Rio Grande do Norte. Após a Segunda Guerra Mundial, com a influência norte-americana de banhos de mar, foram iniciadas construções de casas de veraneio e o local passou a ser habitado por pescadores que fundaram a Vila de Ponta Negra. Nos anos 1970, com o asfaltamento da estrada de Ponta Negra, que se transformou na Avenida Engenheiro Roberto Freire, a área começa a receber investimentos privados e, a partir da década de 1980, com a construção da Via Costeira, o turismo local se torna mais significativo. Ao longo dos anos 90 a área emerge como o principal bairro turístico de Natal e passa por uma grande expansão de seu mercado imobiliário, intensificada na década seguinte com a construção de vários condomínios verticalizados.
A vida noturna local é bastante valorizada, com seus bares e restaurantes movimentados, que tocam músicas ao vivo em vários estilos, entre os quais axé music, forró, jazz, Música Popular Brasileira (MPB), música latina e rock. Ponta Negra se destaca pelo seu artesanato, em especial no Shopping do Artesanato Potiguar, inaugurado em janeiro de 2005 e onde é realizado anualmente o Festival do Turismo, Artesanato e Cultura de Natal. Outros dois pontos de artesanato do bairro são o Centro de Artesanato de Ponta Negra e o Vilarte. Seu padroeiro é São João Batista, festejado no mês de junho.
Com 35 151 habitantes no último censo, realizado em 2022, é o bairro que mais cresceu em relação ao censo anterior, de 2010, quando a população era de 24 681 residentes. É o segundo bairro mais populoso da Zona Sul, depois de Lagoa Nova, e o oitavo dentre os 36 bairros de Natal.

Panorama da Praia de Ponta Negra, que dá nome ao bairro, com destaque para o Morro do Careca à direita